# 徐吉嶺
徐吉嶺（ソ キルリョン、1985年3月5日 - ）は、愛知県出身のラグビー選手。

## プロフィール
- ポジションはウィング(WTB)。
- 身長 180cm、体重 95kg
- 7人制日本代表に選出されたこともある。
- ニックネームはぶんた。

## 略歴
2003年、愛知朝鮮中高級学校高級部卒業後、朝鮮大学校に入る。
2007年、朝鮮大学校卒業後、ヤマハ発動機ジュビロに加入。8シーズンプレーした。また同年10月27日に行われたジャパンラグビートップリーグ第1節のトヨタ自動車ヴェルブリッツ戦にて先発出場で公式戦初出場を果たす。
2009年、ラグビーワールドカップセブンズ2009の7人制日本代表に選出された。
2015年、豊田自動織機シャトルズに加入。
2018年、豊田自動織機シャトルズを退団した。